# L'Esprit conscient
L’Esprit conscient. À la recherche d’une théorie fondamentale est un ouvrage du philosophe australien David Chalmers, d'abord publié en 1996 en anglais sous le titre The Conscious Mind: In Search of a Fundamental Theory. Ce livre traite de questions fondamentales relevant de la philosophie de l'esprit et il fut considéré au moment de sa parution comme une petite révolution dans la façon de concevoir les aspects subjectifs de la conscience. Il présente une stratégie anti-réductionniste originale qui se veut compatible avec le paradigme naturaliste dans lequel Chalmers s'inscrit totalement.
Dans cet ouvrage issu en grande partie de sa thèse de doctorat, David Chalmers tente de comprendre ce qu’il appelle le « problème difficile de la conscience », qu'il distingue des « problèmes faciles » relatifs au fonctionnement de l'esprit — problèmes scientifiques qui sont techniquement complexes, mais dont la résolution ne pose pas de problèmes épistémologiques tels qu’on puisse douter de la possibilité de les résoudre. Le problème difficile de la conscience vise, quant à lui, la conscience phénoménale, c’est-à-dire la nature même des états conscients en leur dimension phénoménale. Contrairement aux fonctions cognitives de l'esprit qui sont impliquées dans le langage ou la mémoire, par exemple, la conscience phénoménale serait inexplicable en termes de processus neurophysiologiques et ses propriétés, irréductibles aux propriétés physiques telles que nous les concevons aujourd'hui.
Alors que l'on peut espérer un progrès dans la compréhension des mécanismes de l'esprit grâce aux diverses sciences s’occupant du mental — sciences cognitives, sciences du comportement, neurosciences, etc. — la résolution du problème difficile de la conscience requiert, selon Chalmers, une théorie fondamentale qui intègre la conscience phénoménale. L'élaboration d'une telle théorie implique un programme de recherche spécifique.  